# 陳擬
陳擬（503年—560年），字公正，吴兴郡长城县（今浙江长兴）人，南北朝南梁官员，南陳宗室、官员。
陳擬是陳武帝陳霸先的從子，他年少孤苦貧窮，個性正直、记忆力强。陳霸先征討交趾，他跟隨；之後陳霸先討伐侯景時任命陳擬為羅州刺史，與胡穎共同處理事務，接應軍糧。陳霸先鎮守朱方，他擔任步兵校尉、曲阿縣令。紹泰元年（555年），授命為貞威將軍、義興太守；到次年（556年）入朝當衛尉，除授員外散騎常侍、明威將軍、雍州刺史，監督南徐州。
陳武帝建立陳朝後，陳擬在永定二年（558年）獲封永修縣開國侯，食邑五百戶，不久擔任輕車將軍，兼南徐州刺史，員外散騎常侍如故。同年改授通直散騎常侍、中領軍；至永定三年（559年）以本官監南徐州。陳文帝繼位，陳擬獲任命為丹陽尹、常侍如故，後來因事被連坐免官，以平民身分知郡，很快就恢復本職。天嘉元年（560年）他去世，虛歲五十八，贈領軍將軍，喪事的用品都由朝廷共給，諡定。次年（561年）配享高祖廟廷，兒子陳黨嗣爵。

## 引用
1. ↑  《陳書·卷一·本紀第一》：高祖武皇帝諱霸先，字興國，小字法生，吳興長城下若里人……
2. 1 2  《陳書·卷十五·列傳第九》：陳擬字公正，高祖疏屬也。少孤貧，性質直彊記。高祖南征交趾，擬從焉。又進討侯景，至豫章，以擬為羅州刺史，與胡穎共知後事，並應接軍糧。高祖作鎮朱方，擬除步兵校尉、曲阿令。紹泰元年，授貞威將軍、義興太守。二年，入知衛尉事，除員外散騎常侍、明威將軍、雍州刺史，資監南徐州。
3. 1 2  《南史·卷六十五·列傳第五十五》：永修侯擬字公正，陳武帝之疏屬也。少孤貧，質直強記。武帝南征交址，擬從焉。梁紹泰二年，除員外散騎常侍、明威將軍，以雍州刺史資，監南徐州事。
4. ↑  《陳書·卷十五·列傳第九》：高祖踐祚，詔曰：「維城宗子，實固有周，盤石懿親，用隆大漢，故會盟則異姓為後，啟土則非劉勿王，所以糾合枝幹，廣樹蕃屏，前王懋典，列代恆規。從子持節、員外散騎常侍、明威將軍、雍州刺史、監南徐州擬，持節、通直散騎侍郎、貞威將軍、北徐州刺史褒，從子晃、炅，從孫假節、員外散騎常侍、明威將軍訬，假節、信威將軍、北徐州刺史吉陽縣開國侯諠，假節、通直散騎侍郎、信武將軍祏，假節、散騎侍郎、雄信將軍、青州刺史、廣梁太守詳，貞威將軍、通直散騎侍郎慧紀，從孫敬雅、敬泰，並枝戚密近，劬勞王室，宜列河山，以光利建。擬可永脩縣開國侯，褒鍾陵縣開國侯，晃建城縣開國侯，炅上饒縣開國侯，訬虔化縣開國侯，諠仍前封，祏豫章縣開國侯，詳遂興縣開國侯，慧紀宜黃縣開國侯，敬雅寧都縣開國侯，敬泰平固縣開國侯，各邑五百戶。」擬尋除輕車將軍，兼南徐州刺史，常侍如故。其年，授通直散騎常侍、中領軍。三年，復以本官監南徐州。
5. ↑  《南史·卷六十五·列傳第五十五》：武帝踐阼，廣封宗室，詔從子監南徐州擬封永修縣侯，北徐州刺史褒封鍾陵縣侯，晃封建城縣侯，炅封上饒縣侯。從孫明威將軍訬封虔化縣侯，吉陽縣侯喧仍前封，信威將軍祏封豫甯縣侯，青州刺史詳封遂興縣侯，貞威將軍慧紀封宜黃縣侯，敬雅封甯都縣侯，敬泰封平固縣侯。
6. ↑  《陳書·卷十五·列傳第九》：世祖嗣位，除丹陽尹，常侍如故。坐事，又以白衣知郡，尋復本職。天嘉元年卒，時年五十八。贈領軍將軍，凶事所須，並官資給。諡曰定。二年，配享高祖廟廷。子黨嗣。
7. ↑  《南史·卷六十五·列傳第五十五》：文帝嗣位，擬除丹陽尹，坐事以白衣知郡，尋復本職。卒，諡曰定。天嘉二年，配享武帝廟庭。子黨嗣。

## 延伸阅读
[在维基数据编辑]
 《陳書/卷15》，出自姚思廉《陳書》
 《南史/卷65》，出自李延壽《南史》